# Walter Brack
Walter Brack (* 20. Dezember 1880 in Berlin; † 20. Oktober 1919 ebenda) war ein deutscher Schwimmer.
Bei den Olympischen Spielen 1904 in St. Louis wurde er Olympiasieger über 100 Yards im Rückenschwimmen. Bei diesem Wettkampf gab es keine Vorläufe und das Becken war 100 Yards lang, so dass in diesem Rennen keine Wende notwendig war. Als weitere Besonderheit nahmen über diese Strecke nur US-amerikanische und deutsche Schwimmer teil. Über 440 Yards Brust gewann er bei diesen Spielen die Silbermedaille.
Im Jahr 1997 wurde er in die Ruhmeshalle des internationalen Schwimmsports aufgenommen.